# Верхнеберёзово (Белгородская область)
Верхнеберёзово  — село в составе Большетроицкого сельского поселения Шебекинского района Белгородской области Российской Федерации.

## География
Расположено на расстоянии 31 км от районного центра г. Шебекино и в 44 км от Белгорода.
Ближайшие населённые пункты: Авиловка, Артельное, Белый Колодезь, Большетроицкое, Зимовное, Знаменка, Караичное, Осиновка, Пристень (с.), Сурково, Цепляево.

## Население
| 2002 | 2010 |
| ---- | ---- |
| 672  | ↘648 |

## История
В Московском государстве
Согласно историческому источнику, датой основания селения считается 1663 год, когда дети боярские корочанскиe, численностью 38 чел. — служилые люди Белгоро́дской засе́чной (защи́тной) черты, по отказной грамоте были «пожалованы» земельными угодьями и «на берёзовом колодезе» основали деревню Берёзовую.
В Российской империи
Согласно документам Ревизии 1719 года, значится: «…Корочанского уезду Нижнего стану село Берёзово», это свидетельствует о том, в крестьянском поселении существует православный храм.
По данным Переписи населения 1858 года (10-й ревизии): «Село Верхнее Берёзово при Берёзовом колодезе (колодезь — небольшая речушка), число дворов 233, жителей: мужчин 876, женщин 918 человек».
По сведениям 1862 года Центрального Статистического комитета МВД (СПб., 1867), значится: «Курской губернии, Новооскольского уезда, III-го стана — Верхнее Березово, село казённое, при колодцах; расстояние от уездного города — 60 вёрст, от становой квартиры — 33 вёрсты; количество дворов — 238, численность жителей — 1814 чел., из них — 896 муж. пола, 918 жен. пола».
В 1881 году, по инициативе и «на средства общества», построена и открылась (при храме) сельская приходская школа, до открытия которой дети учились преимущественно у староверов, семей которых в селе было много.
По переписи 1885 года: «Село Берёзово Троицкой волости Новооскольского уезда — 339 дворов (329 изб), 2078 жителей (1038 мужского и 1040 женского пола), грамотных 92 мужчины и 11 женщин, учащихся 37 мальчиков и 3 девочки. Земельный надел 4520,7 десятины: усадебной и пахотной 3678,5 десятины (наполовину чернозём, наполовину солонцы, глина и мел, „пашня примыкает к усадьбам с трёх сторон, поля перерезаны логом“, выгона 225 десятин и леса 617,2 десятины. В хозяйствах крестьян — 519 лошадей и 164 жеребёнка, 411 коров и 347 телят, 1550 овец, 205 свиней. В селе была лавка, кабак и тридцать „промышленных заведений“, 248 мужиков занимались местными промыслами, 121 — отхожими».
В СССР
При советской власти, с июля 1928 года с. Верхне-Берёзово — центр Верхне-Берёзовского сельского Совета (село, деревня и 3 хутора) в Больше-Троицком районе. В 1950-е годы в Верхне-Берёзовском сельсовете — село, деревня и два хутора. В декабре 1962 г. Больше-Троицкий район был ликвидирован, а Верхнеберёзово стало центром Верхнеберёзовского сельсовета (два села и хутор) в составе Шебекинского района.
Согласно сведениям Переписи населения 1979 года численность жителей села составляла — 945 чел., через десять лет: на 12 января 1989 года — 745 (в том числе: 313 мужчин, 432 женщины).
В Российской Федерации
В новейшее время село — административный центр Верхнеберёзовского сельского округа (2 села, хутор) Шебекинского района Белгородской области. По данным статистики на 1997 год в селе количество домовладений составило 331, население 779 чел. жителей.
В 1999 году в селе построены Дом ветеранов, здание новой общеобразовательной школы, завершена газификация села, проложена автодорога с твёрдым покрытием.
С 20 декабря 2004 года, в соответствии с Законом Белгородской области № 159 (ст.22), село в составе вновь образованного Большетроицкого сельского поселения.

## Православие
Первый сельский храм Во имя Покрова Пресвятой Богородицы, открытый и освящённый в 1731 году, прослужил более сорока лет. Взамен прежнего, обветшавшего со временем, на средства прихожан в 1776 году был построен новый деревянный Покровский храм.
При проведении антирелигиозной политики советской властью, в 1930-е годы церковь была закрыта, храм разрушен, и верующие селяне вынуждены были ездить в соседние сёла: Большетроицкое или Зимовеньку.
7 апреля 2012 года, в день праздника Благовещения Пресвятой Богородицы, в селе в молитвенном доме Покровского прихода совершилась первая за многие десятки лет Божественная Литургия.

## Исторические памятники

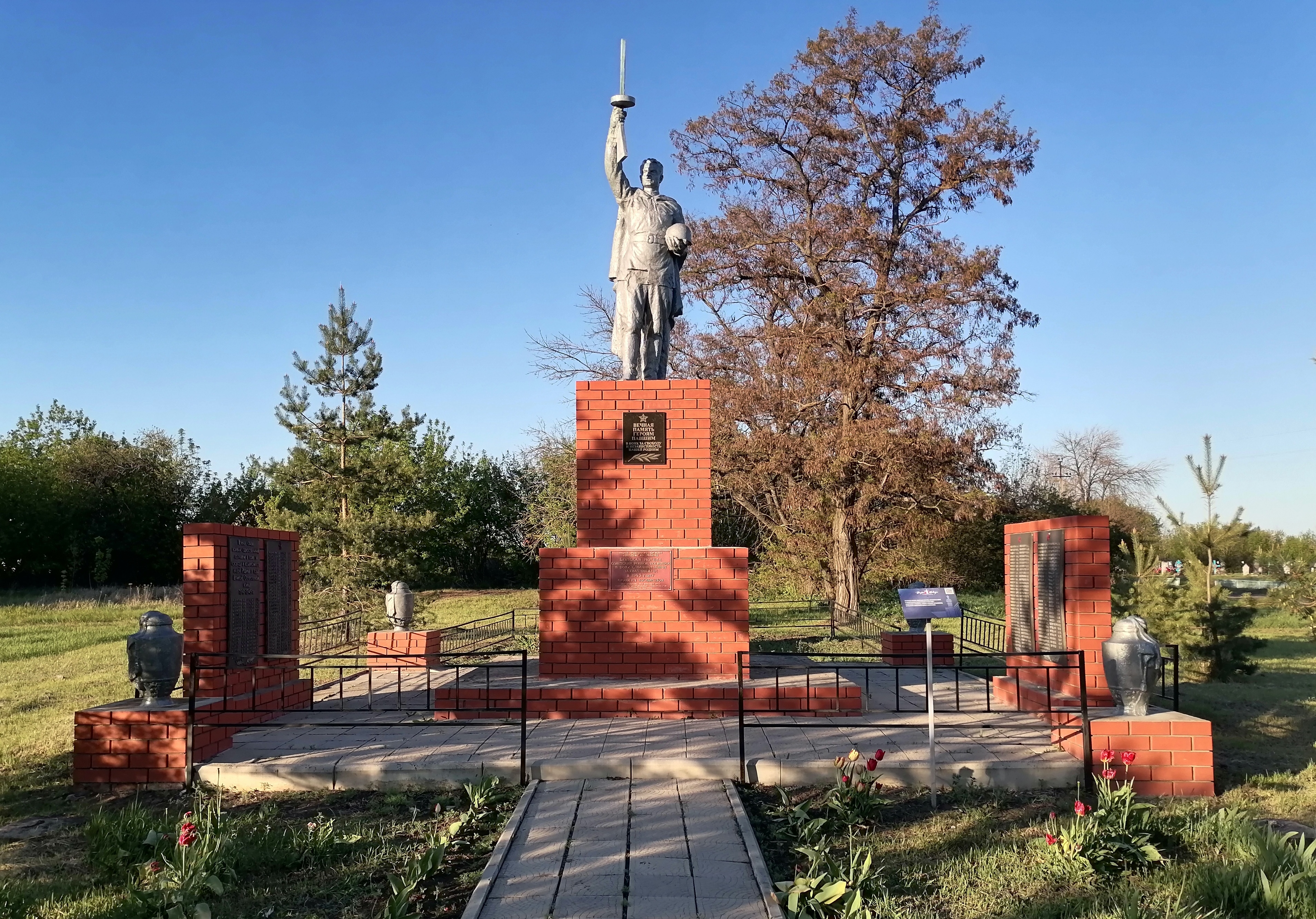
Братская могила советских войнов

## Примечание
1. 1 2  Всероссийская перепись населения 2010 года. Белгородская область. 15. Численность населения городских и сельских населённых пунктов
2. ↑  Всероссийская перепись населения 2002 года
3. ↑  ВЫРОДОВЫ :: Вч — Вя :: В :: Поиск предков, родичей и/или однофамильцев. Дата обращения: 27 сентября 2019. Архивировано 27 сентября 2019 года.
4. ↑  Списки населённых мест Курской губернии на 1862 год. — СПб., 1867. — С. 80. Дата обращения: 27 сентября 2019. Архивировано 17 ноября 2019 года.
5. ↑  с. Верхне-Березово. Дата обращения: 27 сентября 2019. Архивировано 27 сентября 2019 года.
6. ↑  Белгородская областная Дума — Закон Белгородской области. Дата обращения: 27 сентября 2019. Архивировано 1 апреля 2019 года.
7. ↑  Утраченные храмы Шебекинского района. Дата обращения: 27 сентября 2019. Архивировано 27 сентября 2019 года.